# Вместе (фильм, 2002)
«Вместе» (和你在一起, Hé nǐ zài yīqǐ) — кинофильм режиссёра Чэнь Кайгэ, вышедший на экраны в 2002 году, в России в 2004 году.

## Сюжет
Лю Сяочунь — 13-летний скрипач-самородок из маленького провинциального городка. Его отец Лю Чен мечтает о том дне, когда его сын прославится. Ради этого он готов пойти на всё. После выигрыша местного музыкального конкурса отец и сын отправляются в Пекин на всекитайский конкурс скрипачей. Лю Сяочунь занимает пятое место, хотя в кулуарах ходят разговоры, что одержать победу ему помешало лишь его провинциальное происхождение. Ободренный этими слухами, Лю Чен решает остаться в столице и найти учителя, который сможет отшлифовать талант сына. Вскоре он договаривается об уроках с профессором Зяном, крайне неряшливым человеком с тяжелым характером. Параллельно развивается тема знакомства Лю Сяочуня с девушкой Лили, которую он встретил на вокзале.

## В ролях
| Актёр      | Роль               |
| ---------- | ------------------ |
| Тан Юнь    | Лю Сяочунь         |
| Лю Пейци   | Лю Чен             |
| Чэнь Хон   | Лили               |
| Ван Чживен | профессор Зян      |
| Чэнь Кайгэ | профессор Юй Шифэн |
| Чэнь Цян   |                    |
| Чжан Цин   | Ю Линь             |

## Награды и номинации
- 2002 — две премии «Серебряная раковина» кинофестиваля в Сан-Себастьяне: лучший режиссёр (Чэнь Кайгэ), лучший актёр (Лю Пейци)
- 2002 — номинация на премию «Золотая раковина» кинофестиваля в Сан-Себастьяне (Чэнь Кайгэ)
- 2002 — три премии «Золотой петух»: лучший режиссёр (Чэнь Кайгэ), лучший актер второго плана (Ван Чживен), лучший монтаж (Чжоу Йин)
- 2002 — 4 номинации на премию «Золотой петух»: лучший фильм, лучший актер (Лю Пейци), лучшая музыка (Чжао Линь), лучший звук (Ван Данрон)
- 2003 — зрительская награда за лучший международный фильм на Флоридском кинофестивале
- 2004 — номинация на премию Hong Kong Film Award за лучший азиатский фильм